# Niels Mueller
 (octobre 2012).
Si vous disposez d'ouvrages ou d'articles de référence ou si vous connaissez des sites web de qualité traitant du thème abordé ici, merci de compléter l'article en donnant les références utiles à sa vérifiabilité et en les liant à la section « Notes et références ».
Pour les articles homonymes, voir Mueller.
Niels Mueller est un réalisateur et scénariste américain né le 17 mai 1961 à Milwaukee, dans l'État du Wisconsin.

## Filmographie

### Scénariste
- 2002 : Séduction en mode mineur (Tadpole)
- 2004 : The Assassination of Richard Nixon
- 2005 : Wasser lassen (court métrage)
- 2010 - 2011 : The Defenders (série télévisée, 5 épisodes)

### Producteur
- 1995 : Sweet Nothing (producteur associé)
- 2005 : Wasser lassen (court métrage)
- 2009 : Tracks
- 2010 - 2011 : The Defenders (série télévisée, 18 épisodes)
- 2014 : Jessica (producteur exécutif)

### Réalisateur
- 1992 : Great Scott! (série télévisée, épisode : Stone Moan)
- 2004 : The Assassination of Richard Nixon
- 2005 : Wasser lassen (court métrage)
- 2007 : The Flock